# سگبان
سیوان یا سگبان ، روستایی از توابع ما بین صوفیان ومرنددربخش مرکزی شهرستان مرند در استان آذربایجان شرقی ایران است.

## جمعیت
این روستا در دهستان میشاب شمالی قرار دارد و براساس سرشماری مرکز آمار ایران در سال ۱۳۸۵، جمعیت آن ۳۳۱ نفر (۱۰۴خانوار) بوده‌است.